# Cá hồng nhung
Cá Hồng Nhung (tên khoa học Hyphessobrycon) là tên gọi riêng của loài cá này và cũng là tên gọi chung của họ cá Hồng Nhung hay "cá chim" (Characidae) bao gồm tất cả những con cá có hình dáng dẹp và cấu tạo vây lưng, vây bụng rộng nhìn giống đôi cánh chim.

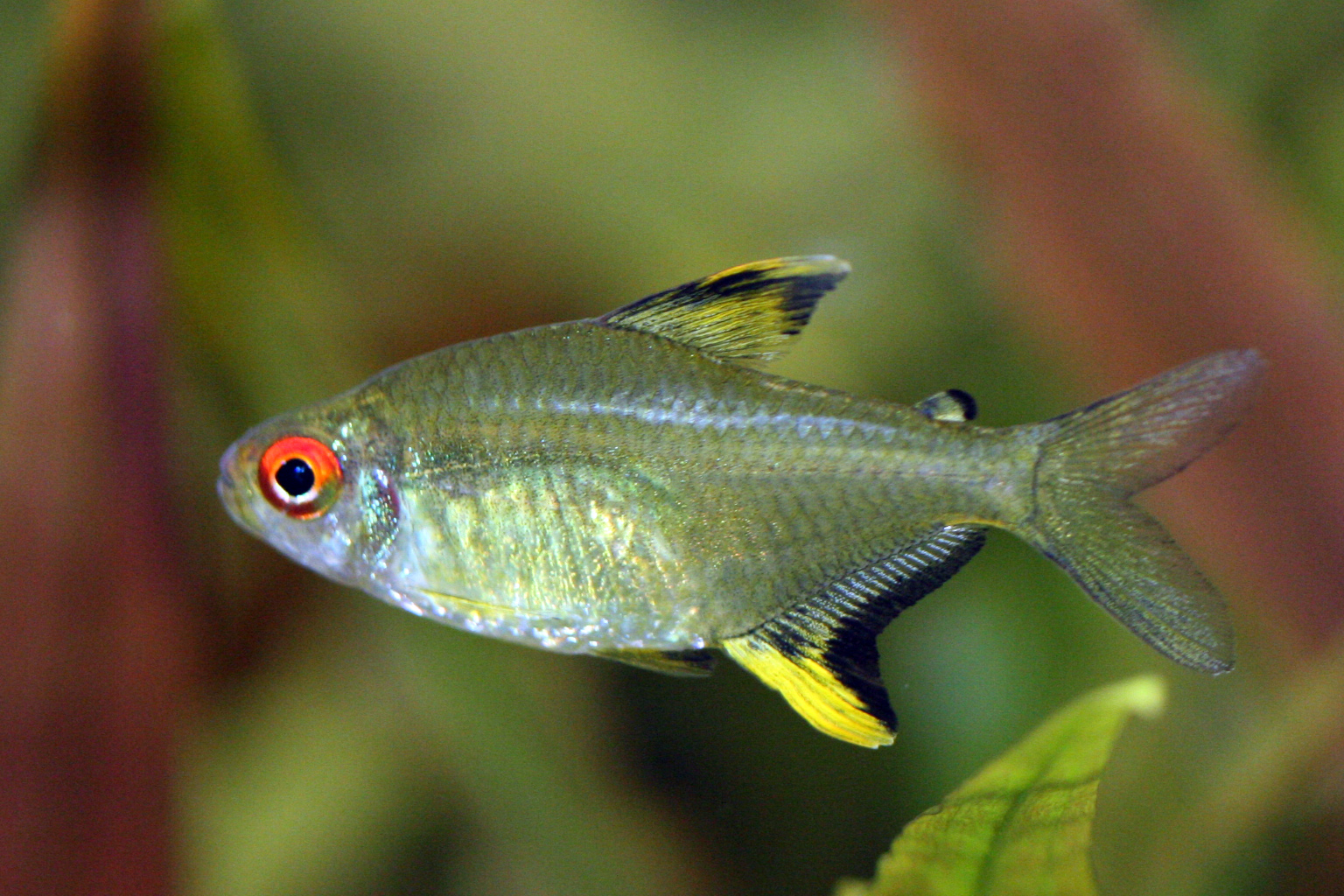
Cá Hồng Nhung

## Đặc tính
Tên gọi khoa học: Hyphessobrycon flammeus
 
Xuất xứ: Nam Mỹ 

Họ: Characidae 

Kích thước: 5 cm 

Tuổi thọ: 4 đến 5 năm tùy loài 
 
Giới tính: cá trống có vây lưng dài, màu đỏ sậm hơn cá mái, cá trống nhỏ, ốm hơn cá mái 
 
Thức ăn: ăn tạp, mồi sống, thịt xay 

Bể nuôi: 10 gallons (38 L).

Tầng sống: trung tầng 

Quan hệ: hiền lành, thân thiện, sống thành đàn 
 
Nhân giống: dễ, đẻ phân tán dưới đáy hồ, 150-300 trứng cho mỗi lần đẻ, dời bố mẹ sau khi đẻ để tránh ăn trứng, trứng nở sau 2-3 ngày 

Môi trường: nước mềm, hơi acid, lọc tốt 

Nhiệt độ: 22-28 °C 

pH: 5.8-7.5 (6.8)